# モナチン
モナチン (monatin) は、南アフリカ共和国のトランスヴァール地域で見られるキツネノマゴ科の植物Sclerochiton ilicifoliusから抽出される、非常に強い甘みを持つアミノ酸である。モナチンは、ショ糖やその他の甘味料と異なり、炭化水素も糖も含まず、エネルギーもほとんどない。
1992年に構造決定され、2000年には不斉全合成が報告されている。